# True Story (película)
True Story (en España, Una historia real; en Hispanoamérica, Falsa identidad) es una película estadounidense de 2015 de suspense y misterio, dirigida por Rupert Goold y con guion de Goold y David Kajganich, basado en las memorias con el mismo título, de Michael Finkel.
La película cuenta con la actuación de Jonah Hill, James Franco y Felicity Jones.

## Argumento
Christian Longo (James Franco), un hombre de Oregón cuya esposa y tres hijos han sido descubiertos asesinados, es arrestado por la policía en México, donde se había identificado como reportero del "New York Times", llamado Michael Finkel.
En la ciudad de Nueva York, Michael Finkel (Jonah Hill) es un reportero ambicioso y exitoso. Es confrontado por sus editores sobre una historia que ha escrito y ha aparecido en la portada de la "Revista del New York Times", que lo acusa de "modificar" su historia para hacerla más interesante. Finkel intenta brevemente defender sus acciones, pero no tiene éxito y es despedido. Él regresa a casa con su esposa Jill Barker (Felicity Jones), y lucha por encontrar trabajo como periodista debido a su despido público del "Times".
Finkel es contactado por otro reportero, que está buscando su opinión sobre el robo de identidad de Christian Longo. Finkel, que no estaba al tanto del caso de Longo, está intrigado y se reúne con Longo en prisión. Durante su primera conversación, Longo afirma que ha seguido a Finkel durante toda su carrera y siempre ha admirado su escritura. Longo acuerda contarle a Finkel la verdad de los crímenes de los que es acusado, a cambio de que Finkel le dé lecciones de escritura y la promesa de Finkel de no compartir sus conversaciones hasta después de la conclusión del juicio por homicidio.
Finkel se vuelve cada vez más absorbido por Longo, que es simpático pero evasivo con respecto a su culpa. Convencido de que la historia será redentora, Finkel visita a Longo en prisión y se corresponde con él durante varios meses. Longo envía numerosas cartas a Finkel, así como un cuaderno, que contiene lo que Longo describe como una lista de cada error que ha cometido en su vida. Finkel comienza a reconocer similitudes entre Longo y él mismo, su escritura y dibujo, y las cartas de Longo y los diarios personales de Finkel. A medida que se acerca el juicio, Finkel duda cada vez más de que Longo sea culpable de los asesinatos, y Longo le informa a Finkel que tiene la intención de cambiar su declaración de inocencia.
En la corte, Longo se declara no culpable de dos de los asesinatos, pero se declara culpable del asesinato de su esposa y una de sus hijas. Finkel se enfrenta a Longo, quien afirma que no puede compartir todo lo que sabe porque tiene que proteger a ciertas personas, a las que se niega a mencionar. Greg Ganley (Robert John Burke), el detective que rastreó a Longo y lo arrestó, se acerca a Finkel, y afirma que Longo es un hombre extremadamente peligroso y manipulador. Él trata de convencer a Finkel para que entregue como evidencia toda su correspondencia con Longo. Finkel se niega.
En el juicio, Longo describe su versión de los eventos en detalle. Afirma que, después de una discusión con su esposa sobre su situación financiera, había regresado a casa para descubrir que dos de sus hijos habían desaparecido, una de sus hijas estaba inconsciente y su esposa sollozando, diciendo que había puesto a los niños "en el agua". Longo dice que estranguló a su esposa hasta la muerte en una furia ciega. Él dice que pensó que su otra hija estaba muerta al principio, pero luego se dio cuenta de que todavía estaba respirando y la estranguló también porque estaba casi muerta. La esposa de Finkel, Jill, mira el testimonio de Longo.
Mientras el jurado delibera, Jill visita a Longo en la cárcel y le dice que es un asesino narcisista que nunca escapará de quién es (le cita el caso de Carlo Gesualdo).
Longo es declarado culpable de los cuatro cargos y condenado a muerte. Después de que es sentenciado, le guiña un ojo a Finkel, quien, para su sorpresa y furia, se da cuenta de que Longo ha estado mintiendo durante sus conversaciones, usándolo para hacer que su testimonio sea más creíble. Poco tiempo después, Finkel se encuentra con Longo en el corredor de la muerte. Longo intenta convencer a Finkel de que descubrió a su esposa estrangulando a su hija y luego se desmayó, por lo que no tiene recuerdo de los asesinatos. Finkel le dice enojado a Longo que no creerá más sus mentiras. Longo replica al señalar el éxito que Finkel ha tenido con su libro sobre sus encuentros, dejando al reportero conmocionado.
Finkel lee una sección de su libro, titulada True Story, en un evento promocional en una librería. Al recibir preguntas de la audiencia, se imagina a Longo de pie en la parte posterior de la sala. Longo dice que, si ha perdido su libertad, Finkel debe haber perdido algo también. Finkel no puede responder.
Al final de la película se dice que Longo admitió, un año después, matar a toda su familia. Además dice que Finkel y Longo todavía hablan el primer domingo de cada mes.

## Reparto
- Jonah Hill es Michael Finkel.
- James Franco es Christian Longo.
- Felicity Jones es Jill Barker.
- Robert John Burke es Greg Ganley.
- Connor Kikot es Zachary Longo.
- Gretchen Mol es Karen.
- Betty Gilpin es Cheryl.
- John Sharian es Sheriff.
- Robert Stanton es Jeffrey Gregg.
- Maria Dizzia es Mary Jane Longo.
- Genevieve Angelson es Tina Alvis.
- Dana Eskelson es Joy Longo.
- Joel Garland es Dan Pegg.
- Rebecca Henderson es Ellen Parks.
- Charlotte Driscoll es Sadie Longo.
- Maryann Plunkett es Maureen Duffy.

## Estreno
La película se estrenó en el Festival de Sundance 2015 y fue estrenada en cines el 17 de abril de 2015 en los Estados Unidos.

## Recepción
True Story ha recibido críticas mixtas de los críticos. En Rotten Tomatoes, la película tiene una calificación del 44%, sobre la base de 158 comentarios, con una calificación promedio de 5.4/10.